# Euthria calypso
Euthria calypso là một loài ốc biển, là động vật thân mềm chân bụng sống ở biển trong họ Buccinidae.

## Hình ảnh

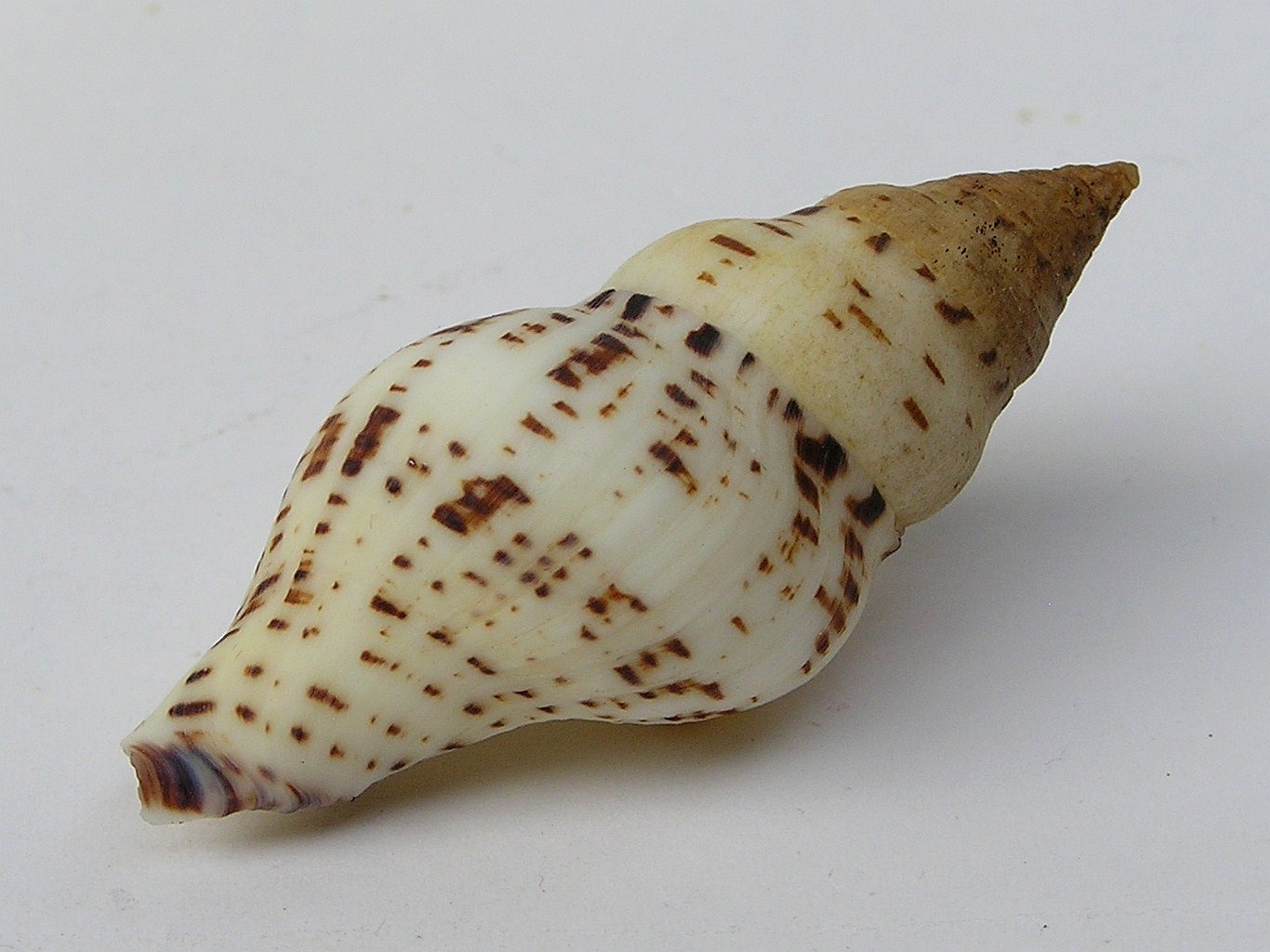

## Miêu tả
Kích thước vỏ của cá thể trưởng thành dao động từ 35mm đến 48mm.

## Phân bố
Loài này phân bố ở Đại Tây Dương dọc theo Cabo Verde.